# Seminario de Cultura Mexicana
El Seminario de Cultura Mexicana es una institución conformada por grandes personalidades de la cultura, las ciencias y las humanidades que comparten su conocimiento en distintos estados de la República a través de conferencias, conversatorios, exposiciones y talleres.
Los intelectuales que conforman al Seminario, Miembros Titulares, Asociados, Eméritos y Honorarios, tienen como finalidad la promoción del conocimiento y la difusión de la cultura en todas sus manifestaciones. Dichos Miembros se han dedicado a mantener activo el intercambio cultural entre diversas ciudades dentro del territorio nacional, así como con instituciones internacionales; puesto que el Seminario tiene presencia en 27 estados de la República Mexicana y en cuatro países del extranjero a través de una red de 56 Corresponsalías. Estas Corresponsalías son organismos con el soporte institucional del Seminario que cuentan con independencia para promover actividades que estimulen las ciencias, las ciencias sociales, las artes y las humanidades dentro de sus comunidades.
La sede principal del Seminario se encuentra en Ciudad de México y desde hace unos años ha cobrado vida con la creación de un Foro, una Sala de Lectura y una Galería que tienen como objetivo despertar e incentivar el interés de las personas a través de todas las ramas de las humanidades y las ciencias.

## Historia
El 28 de febrero de 1942, por Acuerdo Presidencial e iniciativa de la Secretaría de Educación Pública, fueron invitados 19 intelectuales de la época para conformar el grupo fundador del Seminario de Cultura Mexicana, entre los cuales figuraban Manuel M. Ponce, Frida Kahlo, Mariano Azuela, entre otros. Desde entonces, el Seminario sigue conformado por grandes personalidades que fomentan la circulación de trabajos con contenido artístico, científico y humanista, a partir de una perspectiva multidisciplinaria que promueve actividades de distintas esferas de las ciencias exactas, ciencias sociales y las humanidades.
La fundación del Seminario de Cultura Mexicana significó la creación de la cultura como un vínculo entre las diferentes entidades del país y su gente. Sin duda, los seminaristas se han convertido en un ejército brillante de gente sabia que ha trabajado para enriquecer la vida humana.

## Organización
El Seminario de Cultura Mexicana tiene un Consejo Nacional integrado por veintitrés miembros titulares, 3 miembros eméritos y un conjunto de más de 56 corresponsalías. Tiene presencia en veintisiete estados de la República mexicana así como presencia internacional en Madrid, Ciudad de Guatemala, Texas y Venecia.

## Miembros
Entre los integrantes actuales del Seminario hay arquitectos, antropólogos, poetas, escritores, músicos, pintores, filósofos, juristas e investigadores de diversas disciplinas. Sus miembros titulares son:
| Miembro                   | Actividad                |
| ------------------------- | ------------------------ |
| Salvador Aceves           | Arquitectura             |
| Saúl Alcántara            | Arquitectura de paisaje  |
| Ana Barahona              | Biología                 |
| Noráh Barba               | Química                  |
| Mauricio Beuchot          | Filosofía                |
| Arnaldo Coen              | Artes visuales           |
| Sergio García Ramírez     | Derecho                  |
| Javier Garciadiego        | Historia                 |
| Ángeles González Gamio    | Crónica                  |
| Omar Guerrero             | Administración pública   |
| Clara Jusidman            | Derechos humanos         |
| Arnoldo Kraus             | Medicina                 |
| Felipe Leal               | Arquitectura y urbanismo |
| Alejandro Luna            | Diseño escenográfico     |
| Eduardo Matos Moctezuma   | Arqueología              |
| Silvia Molina             | Literatura               |
| Jaime Morera              | Historia del arte        |
| Daniel Reséndiz           | Ingeniería               |
| Herminia Pasantes         | Neurociencia             |
| Jacqueline Peschard       | Política                 |
| Carlos Prieto             | Música clásica           |
| Aurelio de los Reyes      | Historia                 |
| Fernando Serrano Migallón | Derecho                  |
| Silvia Torres             | Astronomía               |
| Sergio Vela               | Ópera                    |
| Germán Viveros            | Filosofía                |